# ميخائيل إس. هاربر
ميخائيل إس. هاربر (بالإنجليزية: Michael S. Harper)‏ هو مؤلف وبروفيسور وشاعر أمريكي، ولد في 18 مارس 1938 في بروكلين في الولايات المتحدة، وتوفي في 7 مايو 2016 في بروفيدنس في الولايات المتحدة.

## وصلات خارجية
- ميخائيل إس. هاربر على موقع الموسوعة البريطانية (الإنجليزية)
- ميخائيل إس. هاربر على موقع ميوزك برينز (الإنجليزية)
- ميخائيل إس. هاربر على موقع إن إن دي بي (الإنجليزية)